# Free Music Production
Free Music Production (FMP) heißt ein unabhängiges Berliner Plattenlabel, das hauptsächlich im Bereich des Free Jazz beheimatet war. Im Februar 2003 kündigte FMP den Lizenzvertrag mit seinem Vertrieb und stellte 2004 vorübergehend seine Produktionstätigkeit ein. Produktionen des Labels werden mittlerweile auf mehreren anderen Labels (z. B. Atavistic/Unheard Music, Intakt Records oder JazzWerkstatt) wiederveröffentlicht. 2008 wurde die Produktion wieder aufgenommen, um 2011 endgültig eingestellt zu werden.

## Geschichte
FMP wurde 1969 von den Musikern Peter Brötzmann, Peter Kowald, Alexander von Schlippenbach und Jost Gebers (1940–2023), dem späteren Produzenten, gegründet und zunächst gemeinsam betrieben. Dahinter stand der Wunsch, als Musiker besser arbeiten zu können, wenn man die Produktionsmittel – auch zur Herstellung und zum Vertrieb von Tonträgern selbst besitzt, „also die Bedingungen selbst bestimmen kann, statt für ein paar Stunden ins Studio zu gehen und seinen Kram innerhalb kürzester Zeit abliefern zu müssen“. Wegen zu großer Reibungsverluste wurde das Kollektiv 1976 aufgelöst und Gebers zum alleinigen Geschäftsführer bestellt. Letzterer war bis zum Ende der Produktionstätigkeit die treibende Kraft hinter dem Label. Seit 2007 war er alleiniger Eigentümer des Rechtsnachfolgers FMP-Publishing.
FMP dokumentierte in den 1970ern und 1980ern regelmäßig das Schaffen der Labelgründer, aber auch von weiteren Musikern wie Manfred Schoof, Rüdiger Carl, Hans Reichel und Irène Schweizer. Neben LPs, die bis zur Umstellung auf CD immer lieferbar gehalten wurden, wurden vereinzelt auch Singles veröffentlicht. Auf Sublabels wie SAJ und später auch Uhlklang wurden auch die Aktivitäten von Musikern aus dem FMP-Umkreis wie Sven-Åke Johansson, Alfred Harth oder Keith Tippett, Steve Lacy, John Tchicai, Misha Mengelberg und Noah Howard erfasst. Seit 1973 kam es zusätzlich zu Produktionen von LPs mit Musikern aus der DDR. Dabei setzte sich FMP für den Austausch mit der DDR ein: Das Label produzierte zunächst Schallplatten von in der DDR entstandenen, dort nicht veröffentlichten Rundfunk-Aufnahmen, aber auch Co-Produktionen mit Amiga. Seit 1978 konnten Musiker aus der DDR auch auf FMP-Projekten spielen und wurden dort aufgenommen. Hier ist besonders die West-Berliner Konzertreihe Jazz Now. Jazz aus der DDR (August 1979) zu erwähnen, die zu einem Doppelalbum führte, in dem alle relevanten Gruppen der freien Jazzszene der DDR vorgestellt wurden.
Zu Ende der 1980er/Anfang der 1990er Jahre konnte FMP mit Cecil Taylor und dessen etwa 20 Veröffentlichungen während dieses Zeitraums (wie  Leaf Palm Hand von 1988) ein besonderes Aushängeschild des Free Jazz vorweisen: Das Label brachte speziell von Aufnahmen des Juni/Juli 1988 auch eine Box mit 11 CDs („Cecil Taylor in Berlin '88“) heraus. Dabei wurde auch eine Cecil Taylor in Zusammenarbeit mit Günter Sommer präsentierende Duo-Einspielung mit dem Titel „In East Berlin“ veröffentlicht, die ebenfalls im Rahmen des Aufenthalts von Taylor in der damals geteilten Stadt Berlin entstand.
Zum Jahresende 1999 wollte Gebers seine Arbeit bei FMP beenden. Mit der Soziologin und Veranstalterin Helma Schleif (* 1949) schloss er einen Vertrag, allerdings nur über die Vertriebsrechte für den FMP-Katalog, nicht aber über die Namensrechte für FMP (und auch nicht für die von FMP veranstalteten Reihen Total Music Meeting oder Workshop Freie Musik). Weil Schleif aber sowohl neue Alben produzieren und veröffentlichen wollte als auch das Total Music Meeting weiter veranstaltete, kam es nach wenigen Jahren zum Prozess, der mit einem Vergleich zwischen den beiden Seiten endete und „mit dem Ergebnis, dass Schleif entnervt und frustriert aufhörte“.
Anfang 2011 beendete Gebers mit der zwölfteiligen CD-Box „FMP im Rückblick“, der ein gleichnamiges Buch mit Beiträgen verschiedener Autoren sowie Fotos von Dagmar Gebers beigelegt war, die Tätigkeit der Plattenfirma. Auf der Webseite des FMP-Labels ist dokumentiert, dass Gebers sich von den eingesetzten Nachlassverwaltern im Streit trennte und dazu die Gerichte bemühte.

## Free Music Production Distribution & Communication
Zum 1. Januar 2000 übernahm auf Basis eines 2003 gekündigten Lizenzvertrages mit dem Label Helma Schleif die Herstellung und den Vertrieb der FMP-CDs. Seit diesem Zeitpunkt existierte FMP Free Music Production Distribution & Communication als Vertrieb, der zwischen 2000 und 2008 auch jährlich das Total Music Meeting durchführte.

## Wirkung von FMP
Das Label wirkte als früher Vorreiter für den europäischen Free Jazz und machte seine Musiker vor allem auch in den USA bekannt; Alben wie das bereits 1968 aufgenommene Machine Gun von Peter Brötzmann waren wegweisend für die Entwicklung der europäischen Szene. Im Vergleich zu anderen renommierten Labeln im deutschsprachigen Raum wie ECM, Winter & Winter (Deutschland) und HatHut (Schweiz), die teilweise Veröffentlichungen im stilistischen Bereich FMPs (gerade bei letzterem auch FMP-Musiker) aufbieten, war der programmatische Anspruch eindeutiger, daher die stilistische Ausrichtung enger und somit das Zielpublikum kleiner. Eine große konzeptionelle und vom Veröffentlichungsrahmen her bestehende Ähnlichkeit bestand zunächst zu anderen Plattenfirmen in Musikerbesitz wie dem niederländischen Instant Composers Pool oder dem britischen Incus-Label, später dann auch zum Schweizer Label Intakt Records, das sich ebenfalls für FMP-Musiker engagiert. FMP kann nicht generell mit hohen Produktionsstandards assoziiert werden, zumal dort zunächst der Anspruch bestand, möglichst umfassend Aktivitäten der Label-Musiker zu dokumentieren. Gerade bei der obengenanntem Machine Gun (1968) von Peter Brötzmann (die jedoch erst im Selbstverlag erschien und dann von FMP ins Programm übernommen wurde) wurde in Besprechungen auf die krude Produktion hingewiesen.

### Auszeichnungen
- 1977 – Deutscher Kritikerpreis
- 1979 – Schallplattenpreis der Union Deutscher Jazzmusiker für Produktionen mit dem Friedemann Graef Quintett und dem Manfred Schoof Quintett
- 1990 – Preis der deutschen Schallplattenkritik für das Gesamtwerk von FMP und die oben genannte 11-CD-Box von Cecil Taylor
- 2011 – Bestenliste des zweiten Quartals 2011 (Preis der deutschen Schallplattenkritik) für FMP im Rückblick: In Retrospect[9]
- 2012 – Jahrespreis Preis der deutschen Schallplattenkritik für Jost Gebers[3]

### Ausstellung
Vom 10. März bis 20. August 2017 widmete das Haus der Kunst dem Label die Ausstellung FMP: The Living Music mit Konzertreihe.